# ای یارم بیا
«ای یارُم بیا» (به فارسی تاجیکی: Ай ёрум биё) ترانه‌ای معروف است که توسط مبارکشاه میرزاشاهوف اجرا شد. نسخه‌های متعددی با تلفظ‌ها و لهجه‌های مختلف از این اثر و نامش موجود است. نسخه اصلی آن در سال ۱۹۸۸ به زبان تاجیکی منتشر شد و به جزئی اصلی در جشن‌های عروسی تبدیل گشت.
این ترانه در دهه ۱۹۸۰ در جشن پرچم تاجیکستان مورد ستایش قرار گرفت و در میان مردم تاجیک و ازبک محبوب شد.

## نسخه کیوسک
در سال ۲۰۰۸ گروه کیوسک در سومین آلبوم خود به‌نام باغ وحش جهانی این ترانه را منتشر کرد. ویژگی این ترانه حضور محسن نامجو به عنوان خواننده مهمان بود. این نسخه شهرت اثر اصلی مبارکشاه را تحت‌تاثیر قرار داد ویدئو کلیپ رسمی نسخه کیوسک توسط مصطفی هروی ساخته شد که با برخی تصاویر از فیلم فراواقعی و معروف رنگ انار اثر هنرمند اهل ارمنستان سرگئی پاراجانف همراه بود.

## ریمیکس
نسخه فارسی موضوع بسیاری از ریمیکس‌ها قرار گرفت از جمله اثری ساخته سام فارسیو و آرنولد از بمبئی با عنوان روبات اجتماعی.
ریمیکس دیگری از آهنگ «آی یاروم بیا» توسط پیرو و دی‌جی فرری نیز منتشر شده‌است.